# Croton heteranthus
Croton heteranthus là một loài thực vật có hoa trong họ Đại kích. Loài này được Aug.DC. mô tả khoa học đầu tiên năm 1901.